# Liste der portugiesischen Botschafter in Liechtenstein
Die Liste der portugiesischen Botschafter in Liechtenstein listet die Botschafter der Republik Portugal im Fürstentum Liechtenstein auf. Seit 1992 unterhalten die beiden Staaten direkte diplomatische Beziehungen. Liechtenstein lässt seine Interessen von der schweizerischen Botschaft in Lissabon vertreten. Auch eine portugiesische Botschaft in Vaduz gibt es nicht, der portugiesische Botschafter in der Schweiz mit Sitz in der Hauptstadt Bern ist in Liechtenstein doppelakkreditiert.
Der Konsularbezirk des portugiesischen Generalkonsulats in Zürich schließt auch Liechtenstein mit ein.
| Name                                                     | Amtszeit  | Akkreditierung  | Anmerkungen                                   |
| Portugal                                                 | Portugal  | Portugal        | Portugal                                      |
| -------------------------------------------------------- | --------- | --------------- | --------------------------------------------- |
| Octávio Neto Valério                                     | 1992–1993 | 6. Februar 1992 | Erster Botschafter Portugals in Liechtenstein |
| Francisco António Grainha do Vale                        | 1993–1997 | 6. April 1993   |                                               |
| Pedro Paulo Morais Alves Machado                         | 1997–2001 | 25. Mai 1997    |                                               |
| Rui Manuel Pereira Goulart de Ávila                      | 2001–2002 |                 |                                               |
| Manuel Henrique de Mello e Castro de Mendonça Corte-Real | 2002–2005 |                 |                                               |
| Eurico Jorge Henriques Paes                              | 2005–2010 |                 |                                               |
| José Manuel de Carvalho Lameiras                         | 2010–2011 |                 |                                               |
| João Nugent Ramos Pinto                                  | 2011–2014 |                 |                                               |
| Paulo Tiago Jerónimo da Silva                            | seit 2015 | 13. März 2015   |                                               |